# Мюррей (Кентуккі)
Мюррей (англ. Murray) — місто (англ. city) в США, в окрузі Калловей штату Кентуккі. Населення — 17 307 осіб (2020).

## Географія
Мюррей розташований за координатами 36°36′47″ пн. ш. 88°19′21″ зх. д. / 36.61306° пн. ш. 88.32250° зх. д. (36.613089, -88.322434). За даними Бюро перепису населення США в 2010 році місто мало площу 29,19 км², з яких 29,11 км² — суходіл та 0,08 км² — водойми.

### Клімат
| Клімат : Мюррей                            | Клімат : Мюррей | Клімат : Мюррей | Клімат : Мюррей | Клімат : Мюррей | Клімат : Мюррей | Клімат : Мюррей | Клімат : Мюррей | Клімат : Мюррей | Клімат : Мюррей | Клімат : Мюррей | Клімат : Мюррей | Клімат : Мюррей | Клімат : Мюррей |
| Показник                                   | Січ.            | Лют.            | Бер.            | Квіт.           | Трав.           | Черв.           | Лип.            | Серп.           | Вер.            | Жовт.           | Лист.           | Груд.           | Рік             |
| Абсолютний максимум, °C                    | 24,4            | 27,2            | 31,1            | 32,2            | 35,0            | 41,1            | 43,3            | 42,2            | 42,2            | 35,6            | 28,3            | 26,1            | 43,3            |
| Середній максимум, °C                      | 7,2             | 10,0            | 16,1            | 21,7            | 25,6            | 30,0            | 32,2            | 31,7            | 27,8            | 21,7            | 15,0            | 8,3             | 20,6            |
| Середній мінімум, °C                       | −2,2            | 0,0             | 4,4             | 9,4             | 14,4            | 18,9            | 21,1            | 20,0            | 16,1            | 9,4             | 4,4             | −0,6            | 9,7             |
| Абсолютний мінімум, °C                     | −26,7           | −22,8           | −19,4           | −5              | 1,1             | 6,7             | 11,1            | 9,4             | −0,6            | −6,1            | −18,3           | −25             | −26,7           |
| Середня кількість сонячних годин на місяць | 137,5           | 145,9           | 192,4           | 231,0           | 261,4           | 277,0           | 279,3           | 263,5           | 225,0           | 217,0           | 147,0           | 130,2           | 2507            |
| Норма опадів, мм                           | 105             | 122             | 120             | 129             | 146             | 124             | 108             | 88              | 89              | 106             | 134             | 144             | 1415            |
| Днів з опадами                             | 9               | 8               | 10              | 9               | 9               | 8               | 8               | 7               | 7               | 7               | 8               | 9               | 99,0            |
| Днів зі снігом                             | 2,6             | 2,4             | ,8              | 0               | 0               | 0               | 0               | 0               | 0               | ,1              | ,2              | 1,0             | 7,1             |
| Вологість повітря, %                       | 73              | 68              | 64              | 63              | 69              | 72              | 73              | 73              | 71              | 68              | 68              | 73              | 69              |
| ------------------------------------------ | --------------- | --------------- | --------------- | --------------- | --------------- | --------------- | --------------- | --------------- | --------------- | --------------- | --------------- | --------------- | --------------- |
| Джерело: The Weather Channel Climatology;  |                 |                 |                 |                 |                 |                 |                 |                 |                 |                 |                 |                 |                 |

## Демографія
Згідно з переписом 2010 року, у місті мешкала 17 741 особа в 7425 домогосподарствах у складі 3211 родини. Густота населення становила 608 осіб/км². Було 8310 помешкань (285/км²).
Расовий склад населення:
| - 86,6 % — білих - 6,8 % — чорних або афроамериканців - 3,3 % — азіатів - 0,2 % — корінних американців - 1,1 % — осіб інших рас |

До двох чи більше рас належало 1,9 %. Частка іспаномовних становила 3,1 % від усіх жителів.
За віковим діапазоном населення розподілялося таким чином: 14,9 % — особи молодші 18 років, 72,1 % — особи у віці 18—64 років, 13,0 % — особи у віці 65 років та старші. Медіана віку мешканця становила 25,0 року. На 100 осіб жіночої статі у місті припадало 86,4 чоловіків; на 100 жінок у віці від 18 років та старших — 84,4 чоловіків також старших 18 років.
Середній дохід на одне домашнє господарство становив 41 288 доларів США (медіана — 26 005), а середній дохід на одну сім'ю — 60 235 доларів (медіана — 46 144). Медіана доходів становила 37 995 доларів для чоловіків та 35 376 доларів для жінок. За межею бідності перебувало 35,5 % осіб, у тому числі 34,2 % дітей у віці до 18 років та 7,9 % осіб у віці 65 років та старших.
Цивільне працевлаштоване населення становило 7655 осіб. Основні галузі зайнятості: освіта, охорона здоров'я та соціальна допомога — 39,0 %, мистецтво, розваги та відпочинок — 12,1 %, роздрібна торгівля — 11,4 %.